# Čchang-pching (Peking)
Obvod Čchang-pching (čínsky v českém přepisu Čchang-pching čchü, pchin-jinem Chāngpíng Qū, znaky zjednodušené 昌平区, tradiční 昌平區) je jeden z městských obvodů Pekingu, hlavního města Čínské lidové republiky. Leží na severozápad od historického centra města, má rozlohu 1430 čtverečních kilometrů a v roce 2000 v něm žilo přibližně 614 tisíc obyvatel.